# Henri Barbé
Pour les articles homonymes, voir Barbé.
Henri Barbé, né le 14 mars 1902 à Paris 10e et mort le 24 mai 1966 à Paris 15e, est un homme politique français, dirigeant du Parti communiste jusqu'à l'affaire du « groupe Barbé-Celor » (1931). Il repose dans la commune de Maisonnisses dans la Creuse.

## Biographie

### Jeunesse et formation
Ouvrier métallurgiste dans une usine d'armement, il adhère à 15 ans aux Jeunesses socialistes et y milite à Saint-Denis, aux côtés de Jacques Doriot et Henri Lozeray. Partisan de l'adhésion à la IIIe Internationale, il suit la majorité lors de la scission du Congrès de Tours en décembre 1920 et devient membre du Parti communiste (SFIC).
Tout en effectuant son service militaire, dans la Ruhr, entre 1922 et 1923, il reste en contact avec les Jeunesses communistes (JC) et particulièrement Doriot, qui en est alors le secrétaire général.
À son retour à la vie civile, il devient secrétaire des JC de Saint-Denis, puis en 1924 secrétaire des JC de Seine-et-Oise.

### Le dirigeant communiste
Entré au comité central du PCF en 1925, il est promu l'année suivante secrétaire général des JC. Pendant cette période, il cumule les arrestations et condamnations pour des actions militantes illégales.

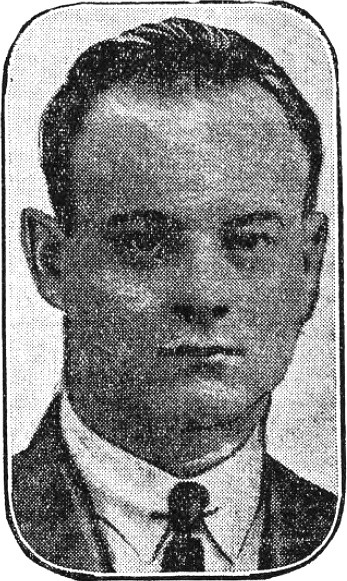
Henri Barbé en 1928.

En 1928, il devient membre de l'exécutif de l'Internationale communiste, après avoir tenté vainement d'être élu à la Chambre des députés, dans l'objectif d'échapper à la prison. Il est alors chargé par l'internationale communiste de prendre de facto, avec le titre de délégué du parti auprès de la direction de l'internationale, la direction d'un PCF marqué par un lourd échec électoral aux législatives. Son rôle principal est de défendre la ligne « classe contre classe » qui consiste essentiellement à concentrer les attaques du parti sur la SFIO.
Cette tactique est approuvée par le congrès de 1929, qui porte à la direction du parti, en remplacement de Pierre Semard, un groupe que Barbé est censé mener, aux côtés de Maurice Thorez, de Benoît Frachon et de Pierre Celor. Il est cependant pendant cette période réfugié à Bruxelles, toujours pour échapper aux condamnations prononcées par la justice française. Cette direction procède à une importante épuration interne qui touche toutes les strates du parti, et qui a notamment pour conséquence l'effondrement des effectifs militants. Le sectarisme, l'autoritarisme, la « lourde et épuisante bureaucratie du parti » ont ainsi eu des conséquences très négatives sur les effectifs et provoqué une crise des cadres.
En juillet 1930, le comité central modifie la composition de la direction, qui est élargie, avec Maurice Thorez comme nouveau secrétaire général, tandis que Barbé, toujours clandestin, reste membre du bureau politique, réduit à huit membres. Cette nouvelle direction est cependant de facto sous la tutelle d'Eugen Fried, le représentant de la IIIe Internationale auprès du parti communiste français, à partir d'avril 1931.

### Le groupe «groupe Barbé-Celor»
En juillet 1931, Barbé est mis en cause au cours d'une réunion du Bureau politique auquel participe un représentant de l'Internationale, Dmitri Manouïlski. Il est évincé du Bureau politique, ainsi que Pierre Celor, à l'occasion de ce qu'on appelle l'« affaire Barbé-Celor ». Manouilsky demande à un autre membre de la direction, Raymond Guyot, qu’il fasse son autocritique en dénonçant l'existence d'un groupe occulte composé de Barbé, Celor, Lozeray, Billoux, Galopin (alors emprisonné), Louis Coutheillas et lui-même, qui aurait pour objectif de détourner le PCF de l'Internationale. Maurice Thorez impute alors à ce « groupe de la jeunesse » les responsabilités d'une politique qui est en réalité dictée par Moscou et qu'il n'a fait qu'exécuter. De fait, tous les membres du groupe ont été mis en place vers 1927 par Manouilsky lui-même. Barbé est alors démis de ses fonctions dans le parti et dans l'Internationale.
Après un séjour à Moscou, pendant lequel il fait à plusieurs reprises son autocritique et valide les accusations formulées contre lui, il rentre en France en octobre 1932.
Recherché par la police pour « insoumission » depuis 1928, il est incarcéré pour quelques mois.
Son acceptation des décisions disciplinaires prises à son encontre lui permettent d'éviter l'exclusion du parti. Il se consacre alors à son mandat de conseiller municipal de Saint-Denis, dans la municipalité dirigée par Jacques Doriot, auquel il avait été élu en 1930. Il se rapproche alors de ce dernier, et est exclu du parti peu de temps après lui, en 1934. L'année suivante, il devient premier adjoint au maire de Saint-Denis. En 1936, il participe à la fondation du Parti populaire français (PPF), dont il devient le secrétaire général.

### Sous la Collaboration
Fin 1939, il se brouille avec Doriot et décide de rejoindre le Rassemblement national populaire de Marcel Déat. Lorsque le RNP fonde le mouvement unitaire Front révolutionnaire national (FRN), Barbé en devient le président.

### Après la guerre
Condamné aux travaux forcés à la Libération, il est relâché à la fin de l'année 1949 grâce à l'intervention de Georges Albertini. Ce dernier l'invite à rejoindre l'équipe nouvellement formée du Bulletin de l'Association d'études et d'informations politiques internationales (B.E.I.P.I.), aux côtés, entre autres, de Boris Souvarine, Maurice Coquet, Pierre Célor, Lucien Laurat, Guy Lemonnier (Claude Harmel), Branko Lazitch, Léon Émery. 
Le B.E.I.P.I., qui prit le nom de revue Est & Ouest en 1956, était un bimensuel rédigé par une équipe de spécialistes des questions du communisme mondial, réunie autour de Georges Albertini. À travers la production d'un "anticommunisme raisonné et scientifique", son objectif était de lutter contre l'influence du communisme en France. 
En 1951, il se convertit au catholicisme et se fait baptiser. Il collabore ensuite régulièrement jusqu'à sa mort à la revue catholique mensuelle Itinéraires fondée par Jean Madiran en 1956.
Il se réconcilie aussi avec Pierre Celor, qu'il avait tenté de faire passer pour le principal responsable des agissements du « groupe Barbé-Celor » lors de l'affaire de 1931, et assiste à ses obsèques.